# McCurtain County
McCurtain County är ett administrativt område i delstaten Oklahoma, USA, med 33 151 invånare. Den administrativa huvudorten (county seat) är Idabel.

## Geografi
Enligt United States Census Bureau har countyt en total area på 4 924 km². 4 797 km² av den arean är land och 127 km² är vatten.

### Angränsande countyn
- Le Flore County - nord
- Polk County, Arkansas - nordost
- Sevier County, Arkansas - öst
- Little River County, Arkansas - sydost
- Bowie County, Texas - syd
- Red River County, Texas - sydväst
- Choctaw County - väst
- Pushmataha County - nordväst

### Orter
- Idabel (huvudort)
- Millerton
- Smithville
- Valliant
- Wright City